# Artabazos I.

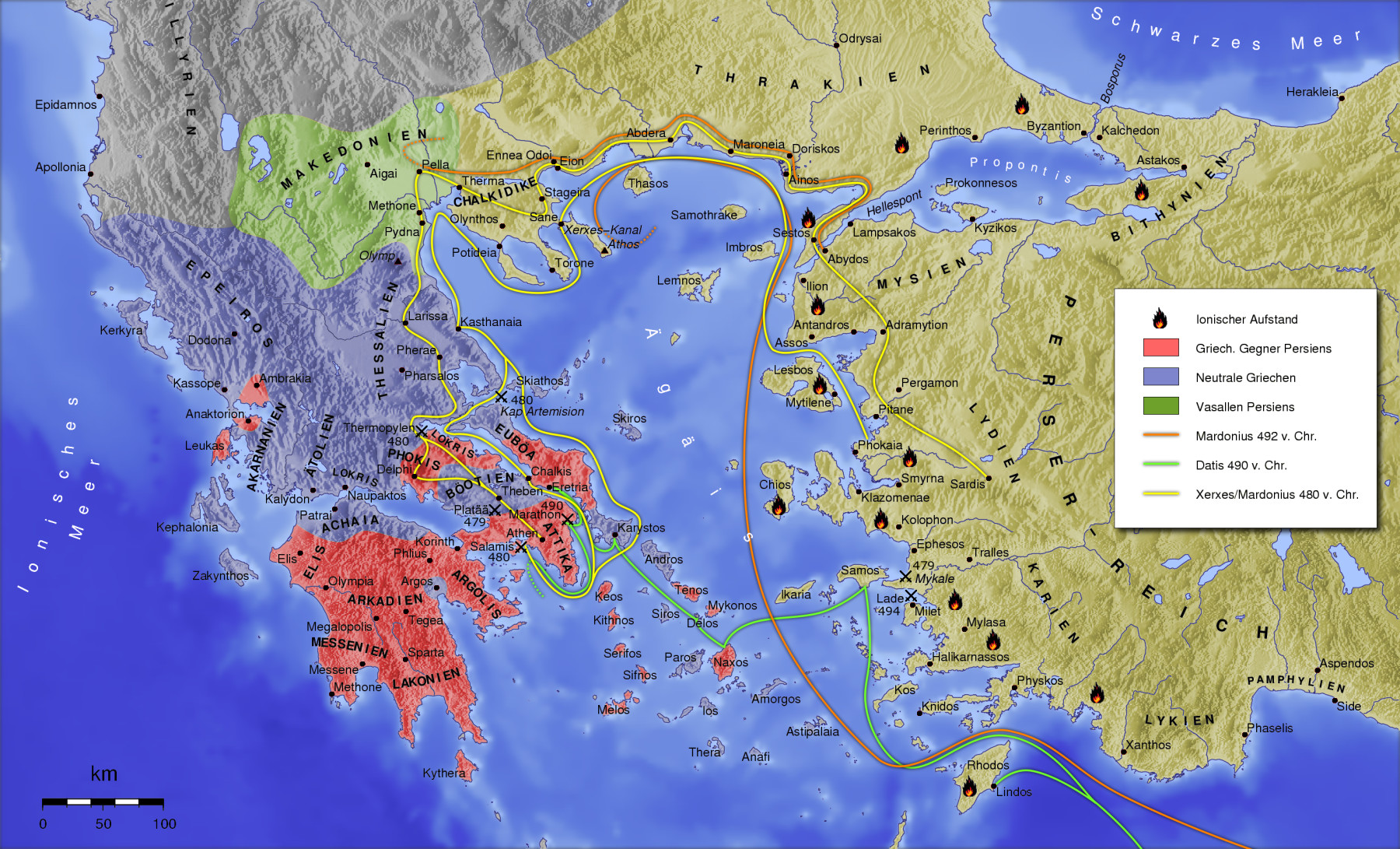
Die Perserkriege

Artabazos (altpersisch Rtuvazdah; altgriechisch Ἀρτάβαζος; † nach 460 v. Chr.), Sohn des Pharnakes aus der Familie der Pharnakiden, war ein Heerführer unter dem persischen Großkönig Xerxes I.

## Leben
Während des Perserzuges (480 v. Chr.) gegen das Bündnis freier griechischer Poleis (Hellenenbund) befehligte Artabazos die von den Parthern und Chorasmiern gestellten Truppenteile.
Nach der für die Perser 480 v. Chr. verlorenen Schlacht von Salamis geleitete Artabazos mit 60.000 Mann den abreisenden Xerxes I. von Thessalien aus zum Hellespont. Auf dem Rückweg von dort zum Winterlager des persischen Heeres in Thessalien und Makedonien veranlasste ihn eine Revolte der Griechen auf der Pallene-Halbinsel, dort einzugreifen. Zuerst belagerte er während des Winters 480/79 v. Chr. Olynth, das er erobern konnte. Die Einwohner zwang er zum Verlassen ihrer Stadt, ließ sie niedermetzeln und übergab den Ort befreundeten Chalkidiern. Danach versuchte er die aufständische Stadt Potidaia mittels Verrats einzunehmen, doch wurden seine verräterischen Verbindungen entdeckt; infolgedessen scheiterte sein Plan. Nachdem die Belagerung sich schon drei Monate hingezogen hatte, ermöglichte ein äußerst niedriger Stand der Ebbe seinen Soldaten, sich der Stadtmauer von der Seeseite her zu nähern, um so über den Isthmus auf die Halbinsel Pallene zu gelangen und Potidaia einzuschließen. Die Truppen wurden aber während des Anmarschs von der rasch wiederkehrenden, sehr hohen Flut überrascht. Viele ertranken, andere wiederum wurden bei einem Ausfall von Potidaiern, die auf Kähnen herbeikamen, erschlagen. So büßte Artabazos einen Großteil seines Heeres ein. Mit den Resten seiner Streitkräfte zog er nach Thessalien und stieß im Frühjahr 479 v. Chr. zu Mardonios, dem dortigen Oberbefehlshaber der persischen Truppen.
In der Folge riet Artabazos dem Mardonios unmittelbar vor der Schlacht von Plataiai von einem Entscheidungskampf gegen die Griechen ab. Stattdessen solle er mit seinen Soldaten nach Theben marschieren, da dorthin viele Lebensmittel für sie und Futter für das Vieh geschafft worden seien; hier könne das Heer ruhig verweilen und die Wirkung der Verteilung von persischem Gold unter die führenden Männer mehrerer griechischer Staaten abwarten. Mittels solcher Bestechung würde sicher die Herrschaft über Griechenland gewonnen. Artabazos vermochte sich mit seinen Vorstellungen aber nicht durchzusetzen, da Mardonios von diesem Vorhaben nichts wissen wollte. Laut Herodot führte Artabazos die von ihm befehligten Reserven, etwa 40.000 Mann, während der Schlacht vorsätzlich nicht in den Kampf. Nach der entscheidenden Niederlage der Perser floh er mit seinen Truppen durch Phokis, Thessalien, Makedonien, Thrakien nach Byzanz und führte schließlich die Reste seiner durch Erschöpfung, Hunger und Angriffe der Thraker stark dezimierten Armee über den Hellespont nach Kleinasien.
477 v. Chr. übernahm Artabazos als Satrap die Provinz Hellespontisches Phrygien mit der Residenz Daskyleion, wo er Megabates ersetzte. Im selben Jahr fungierte er als Vermittler in den Geheimverhandlungen des Pausanias mit dem Großkönig, die allerdings erfolglos verliefen, da die Hellenen davon erfuhren. Zu den Geheimverhandlungen weiß Herodot eine abweichende Geschichte zu erzählen, die er selbst schon anzweifelt.
Möglicherweise ist Artabazos mit jenem gleichnamigen Feldherrn des Großkönigs Artaxerxes I. identisch, der laut Diodor gemeinsam mit Megabyzos eine Rebellion der Ägypter unter ihrem Pharao Inaros II. unterdrücken sollte. Die beiden persischen Feldherren rückten 456 v. Chr. mit einer starken Streitmacht gegen Memphis vor und kämpften erfolgreich gegen die Ägypter und die mit ihnen verbündeten Athener. Thukydides erwähnt allerdings nur Megabyzos als Führer des Perserheeres, nicht jedoch Artabazos. 450 v. Chr. verteidigte Artabazos Zypern mit einer Flotte von 300 phönizischen Schiffen gegen den athenischen General Kimon, während Megabyzos das persische Landheer befehligte. 449 v. Chr. eröffnete Artabazos in Athen die Unterhandlungen, die zu einem Friedensschluss führten.

## Nachfolge
Auf Artabazos folgte sein Sohn Pharnabazos I. (cl. 455 v. Chr. – 430 v. Chr.)